# Phegeus (Aeneis)
Phegeus (altgriechisch Φηγεύς Phēgeús) ist eine Gestalt der römischen Mythologie.
Phegeus war laut Vergil ein Trojaner, der mit Aeneas nach Italien zog. Hier wurde er im Kampf durch den heranrückenden Turnus, König der Rutuler, vom Wagen geworfen und getötet, obwohl er ein tapferer Krieger gewesen war und sich Turnus wagemutig entgegengestellt hatte.